# Emoia veracunda
Emoia veracunda este o specie de șopârle din genul Emoia, familia Scincidae, descrisă de Brown 1953. Conform Catalogue of Life specia Emoia veracunda nu are subspecii cunoscute.